# Heinrich Thies (Journalist)

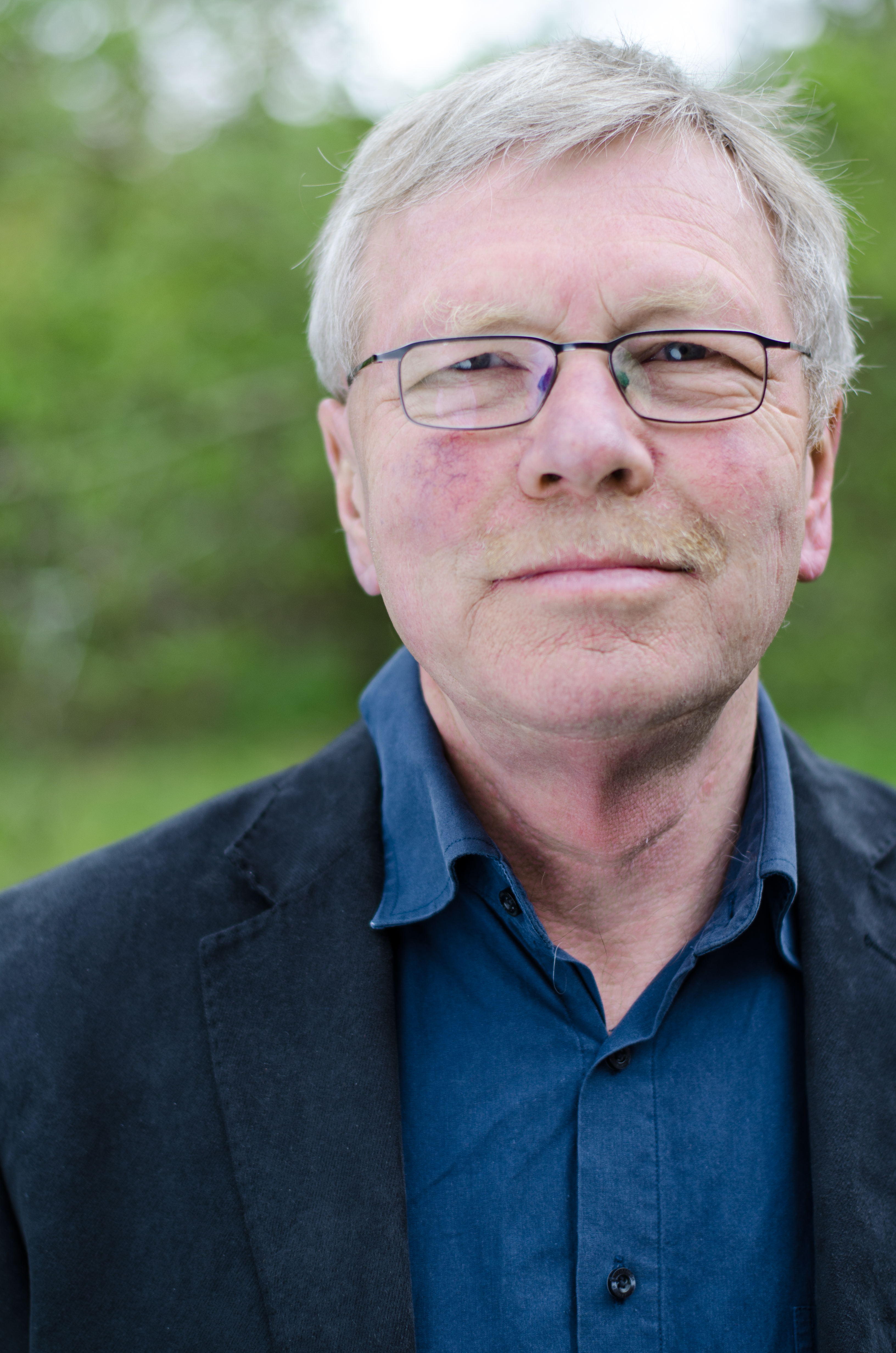
Heinrich Thies, 2014

Heinrich Thies (* 1953 in Hademstorf) ist ein deutscher Journalist und Schriftsteller.

## Leben
Heinrich Thies wurde als Sohn eines Landwirts in Niedersachsen geboren. Er studierte Germanistik, Politik, Philosophie und Journalistik und war zunächst als Gymnasiallehrer tätig. Von 1989  bis 2015 war Thies Redakteur und Chefreporter bei der Hannoverschen Allgemeinen Zeitung. 1991 wurde er mit dem Theodor-Wolff-Preis ausgezeichnet.
Der Autor hat zahlreiche Bücher veröffentlicht, darunter Biografien, Romane, Krimis, Sachbücher und Kinderbücher. Sein Sachbuch Hilferuf aus dem Folterkeller diente als Vorlage für die sechsteilige Serie Gefesselt mit Oliver Masucci und Angelina Häntsch (Regie: Florian Schwarz), die erstmals im Oktober 2022 beim Filmfest Hamburg gezeigt wurde. Thies ist Mitglied des Friedrich-Bödecker-Kreises.

## Werke (Auswahl)
- Geh aus, mein Herz, und suche Freud. Das Leben der Bäuerin Hanna. Hoffmann und Campe, Hamburg 2001, ISBN 978-3-455-09347-6.
- Wenn Hitler tot ist, tanzen wir. Das Leben der Hilde Heart. Hoffmann und Campe, Hamburg 2004, ISBN 978-3-455-09431-2.
- Die Kinderinsel. Kinderroman, projekte verlag, Halle 2004, ISBN 3-937027-94-7.
- Weit ist der Weg nach Zicherie. Hoffmann und Campe, Hamburg 2005, ISBN 978-3-455-09529-6.
- Ronny Rieken. Portrait eines Kindermörders. zu Klampen Verlag, Springe 2005, ISBN 3-934920-54-3.
- Die verbannte Prinzessin. Das Leben der Sophie Dorothea. zu Klampen Verlag, Springe 2007, ISBN 978-3-933156-93-8.
- Familie günstig abzugeben. Kinderroman, Ravensburger Buchverlag, Ravensburg 2008, ISBN 978-3-473-52377-1.
- Schweinetango. Kriminalroman. zu Klampen Verlag, Springe 2009, ISBN 978-3-86674-044-0.
- Das Mädchen im Moor. zu Klampen Verlag, Springe 2010, ISBN 978-3-86674-088-4.
- Himmel über Niedersachsen. Fotos: Karl Johaentges/Text: Heinrich Thies. Hinstorff Verlag, Rostock 2010, ISBN 978-3-356-01380-1.
- Der Harz. Fotos: Karl Johaentges/Text: Heinrich Thies. Hinstorff Verlag, Rostock 2011, ISBN 978-3-356-01427-3.
- Ein König aus Hannover, Georg I. Der erste Welfe auf englischen Thron. MatrixMedia Verlag, Göttingen 2011, ISBN 978-3-932313-44-8.
- Glanz und Gloria. Zu Besuch in Niedersachsens schönsten Schlössern, Madsack Medienagentur, Hannover 2012, ISBN 978-3-940308-67-2.
- Eine Krone für Georg, Kinderbuch, Madsack Medienagentur, Hannover 2012, ISBN 978-3-940308-71-9.
- Passion. Höllenfahrt eines Pastors. MatrixMedia, 2013 ISBN 978-3-932313-53-0.[2]
- Hilferuf aus dem Folterkeller. Die Hamburger Säurefassmorde. Eine Spurensuche. zu Klampen Verlag, 2014, ISBN 978-3-86674-400-4.
- Mein Herz gib wieder her. Lisa und Hermann Löns. zu Klampen Verlag, 2016, ISBN 978-3-86674-519-3.
- Es geschah in Hannover. Spektakuläre Kriminalfälle. Madsack Medienagentur, 2016, ISBN 978-3-946544-03-6.
- Fesche Lola, brave Liesel. Marlene Dietrich und ihre verleugnete Schwester. Hoffmann und Campe, 2017, ISBN 978-3-455-00161-7.
- Marlene Dietrich ja salattu sisar. Fasismin varjo tähtikultin yllä. Minerva, Helsinki 2018 ISBN 978-952-312-604-6.
- Im Schatten des Blauen Engels. Marlene Dietrich und ihre verleugnete Schwester. Goldmann, 2018, ISBN 978-3-442-15967-3.
- Die verlorene Schwester. Elfriede und Erich Maria Remarque. zu Klampen Verlag, 2020, ISBN 978-3-86674-618-3.
- Alma und der Gesang der Wolken. Aufbau-Verlag, Berlin 2022, ISBN 978-3-8412-3029-4.
- Hanna und ihr Weg durch die Weiden. Aufbau-Verlag, Berlin 2023, ISBN 978-3-7466-4080-8.
- Sally. Verlag Rote Katze, Lübeck 2024, ISBN 978-3-9105-6321-6.